# Rayssac
 Rayssac  là một xã thuộc tỉnh Tarn trong vùng Occitanie ở phía nam nước Pháp. Xã này nằm ở khu vực có độ cao trung bình 600 mét trên mực nước biển.
Thị trấn có con sông Dadou.